# Dellia insulana
Dellia insulana är en insektsart som beskrevs av Carl Stål 1878. Dellia insulana ingår i släktet Dellia och familjen gräshoppor. Inga underarter finns listade i Catalogue of Life.